# Lucca Lucker
Lucca Lucker (Brugge, 9 maart 2001) is een Belgisch voetballer die bij voorkeur als linksback speelt. Hij tekende in 2023 voor RFC de Liège.

## Clubcarrière
Lucker volgde zijn volledige jeugdopleiding bij Cercle Brugge. Enkel bij de U16 en U17 speelde hij twee seizoenen bij Club Brugge. Cercle Brugge liet hem in september 2023 gaan naar RFC de Liège, waar hij zijn kans kreeg in Eerste klasse B. Hij speelde zestien wedstrijden in zijn debuutseizoen. Op 17 mei 2024 werd zijn contract verlengd tot 2026.